# Christian Reichert
Christian Reichert (Wurtzburgo, 7 de fevereiro de 1985) é um maratonista aquática alemão.

## Carreira

### Rio 2016
Reichert competiu nos 10 km masculino nos Jogos Olímpicos de Verão de 2016 ficando na nona colocação.